# ANDi
 (février 2017).
ANDi, pour ADN inséré, est le nom donné au premier singe transgénique de l'histoire. Il s'agit d'un Macaque rhésus né le 2 octobre 2000 au centre régional de recherche sur les primates de l'Université d'État de Portland, en Oregon.

## Expérience
Une équipe de chercheurs du centre régional de recherche sur les primates de l'Université de Portland, dirigée par Anthony Chan, a modifié génétiquement 224 ovules de macaques rhésus femelles in vitro avec des cellules de méduse. Après avoir été fécondés, seulement 40 sont devenus viables, 5 d’entre eux ont conduis jusqu'à une grossesse. Trois macaques virent le jour, les deux autres furent mort-nés, mais uniquement un, ANDi, présentait une bonne intégration des gènes de méduse.